# رالف عيسو
رالف عيسو (بالألمانية: Ralf Isau) (و. 1956  م) هو كاتب، وكاتب للأطفال، ومحلل النظم، ومدير المشروع، واستشاري تقنية معلومات ‏ ألماني، ولد في برلين.

## روابط خارجية
- رالف عيسو على موقع مونزينجر (الألمانية)